# 14153 Dianecaplain
14153 Dianecaplain eller 1998 SA80 är en asteroid i huvudbältet som upptäcktes den 26 september 1998 av LINEAR i Socorro County, New Mexico. Den är uppkallad efter Diane S. Caplain.